# أبو قير للصناعات الهندسية
شركة أبو قير للصناعات الهندسية أو مصنع 10 الحربي هي شركة مساهمة حكومية مصرية، إحدى شركات الهيئة القومية للإنتاج الحربي التابعة لوزارة الدولة للإنتاج الحربي، أنشأت سنة 1952 باسم (مصنع 10 الحربي) وكان أول وحدات قطاع الإنتاج الحربى، وتم افتتاح المصنع في 1954/7/26 وذلك لبدء إنتاج الذخيرة، ثم صدر قرار مجلس المؤسسة المصرية العامة للمصانع الحربية 233 لسنة 1963 بالترخيص لمصنع 10 الحربى بالاستمرار في العمل كشركة مساهمة باسم شركة ابى قير للصناعات الحربية والمدنية (مصنع 10 حربي سابقا) اعتباراً من 1964/7/1، ثم صدر قرار وزير الإنتاج الحربى رقم 3 المؤرخ في 1975/5/4 بتعديل اسم الشركة من شركة ابى قير للصناعات الحربية والمدنية إلى شركة ابى قير للصناعات الهندسية.

## المنتجات

### المنتجات الحربية
1. عربة تطهير الأفراد المتطورة
2. عربة التطهير (ARS)
3. مقطورة الطهي المتنقلة.

### المنتجات المدنية
1. معدات التنميـة الصناعيـة (ماكينة فرد العجين - عبوات الأغذية (ثلاث قطع) - معدات إنتاج الخبز)
2. معدات التنميـة الزراعيـة (عبوات ألومنيوم للمبيدات الزراعية)
3. معدات حماية البيئة (محطات معالجة المياة الجوفية سعة 400م3/ساعة)
4. المنتجات الكيميائية (خرطوش الصيد-عبوات الأيروسول (3 قطع) -أويل سبراي)
5. منتجات متنوعة أخرى [3][4]
6. علب الايروسول الفارغة.
7. علب الأغذية والبويات الفارغة.
8. أوعية الالومنيوم.
9. خطوط الخبزالآلية والنصف آلية.
10. خطوط السماد.
11. خرطوش الصيد الرماية.
12. تصنيع الصابون السائل (منظف اطباق ستار 10).
13. تصنيع قطع الغيار وفقا لطلبات العملاء.[5][6][7][8][9][9][10]

## وصلات خارجية
- الموقع الرسمي للشركة.